# Ruiziella luctuosa
Ruiziella luctuosa là một loài ruồi trong họ Tachinidae.